# أوفه بانغ
أوفه بانغ (بالنرويجية البوكمول: Ove Bang)‏ هو مهندس معماري نرويجي، ولد في 13 سبتمبر 1895 في رويكن في النرويج، وتوفي في 21 مايو 1942 في أوسلو في النرويج.